# Новые Какерли
Но́вые Какерли́ (тат. Яңа Кәкерле) — село в Дрожжановском районе Республики Татарстан, в составе Новоишлинского сельского поселения.

## География
Село находится на границе с Чувашской Республикой, в 14 километрах к северу от села Старое Дрожжаное.

## История
Основано в конце XVII века.
В XVIII – первой трети XIX веков жители относились к категории государственных крестьян, в 1830-х годах были переведены в удельное ведомство. Занимались земледелием, разведением скота, выполняли лашманскую повинность, было распространено отходничество на шахты, фабрики и заводы, сезонные сельскохозяйственные работы.
В «Списке населенных мест по сведениям 1859 года», изданном в 1863 году, населённый пункт упомянут как лашманская деревня Новые Какерли 1-го стана Буинского уезда Симбирской губернии. Располагалась при вершине реки Карлы, на коммерческом тракте из Буинска в Алатырь, в 50 верстах от уездного города Буинска и в 19 верстах от становой квартиры во владельческой деревне Малая Цыльна. В деревне в 108 дворах жили 1019 человек (520 мужчин и 499 женщин). Была мечеть.
В начале XX века в селе функционировали 3 мечети, 3 медресе, 10 торгово-промышленных заведений, волостное правление. В этот период земельный надел сельской общины составлял 2095 десятин.
В январе 1906 года в селе произошло выступление жителей села в ответ на махинации и незаконные действия чиновников волостной управы – один из первых бунтов в крае против местной власти в период Революции 1905–1907 годов. Под руководством отставных солдат, вернувшихся с Русско-японской войны, крестьяне учинили разгром в помещении волостного управления, требовали созыва нового схода, перевыборов всех должностных лиц, наказания виновных за махинации. Попытка жесткого подавления бунта солдатами конного отряда не увенчалась успехом.
В 1930 году в селе организован колхоз «Комбайн», с 2011 года филиал «Новые Какерли» ООО «Ак Барс Дрожжаное».
До 1920 года село являлось центром Ново-Какерлинской волости Буинского уезда Симбирской губернии. С 1920 года в составе Буинского кантона ТАССР. С 10 августа 1930 года в Дрожжановском, с 1 февраля 1963 года в Буинском, с 30 декабря 1966 года в Дрожжановском районах.

## Население
| 1859 | 1897   | 1913   | 1920   | 1926   | 1938   | 1949   | 1958   | 1970   | 1979   | 1989  | 2002  | 2010  | 2018  |
| ---- | ------ | ------ | ------ | ------ | ------ | ------ | ------ | ------ | ------ | ----- | ----- | ----- | ----- |
| 1019 | 1469 ↗ | 2006 ↗ | 1961 ↘ | 2079 ↗ | 1803 ↘ | 1241 ↘ | 1238 ↘ | 1383 ↗ | 1003 ↘ | 561 ↘ | 489 ↘ | 437 ↘ | 335 ↘ |

Национальный состав села - татары.

## Экономика
Основное занятие населения – полеводство, мясо-молочное скотоводство.

## Социальная инфраструктура
Неполная средняя школа, дом культуры, библиотека, фельдшерско-акушерский пункт

## Мемориальные объекты
Бюст Герою Советского Союза З.З. Алимову, родившемуся в селе.

## Религиозные объекты
Мечеть.